# NITTAN
株式会社NITTAN（にったん、英: NITTAN Corporation ）は、神奈川県秦野市に本社を置くエンジンバルブ主体の独立系部品企業。国内およびアジア・北米・欧州にも生産拠点を構える。

## 概要
四輪車・二輪車・建機・船舶・発電機等向けにエンジンバルブを製造する他、精密鍛造歯車、NT-VCP (電磁式連続カム位相可変機構) 、PBW(パーキングブレーキバルブリフター)、ローラーロッカーアーム等の製造・販売を行う。
小型エンジンバルブの売上が、全売上の約79.0%を占める。(2022年3月期)
前身は、久保田鉄工所（現・クボタ）の借地、約300坪からスタートした恩加島鉄工所であり、1924年創業。
1978年以降、米国のイートン・コーポレーションと資本・技術提携関係にある。
2015年10月27日より、生産管理技術等や遊休施設、秦野市の名水を活用し、LED光による無農薬野菜の栽培・販売を目的とした株式会社Shune365（しゅんさんろくご）を新規事業として開所。
2022年4月1日に日鍛バルブ株式会社から株式会社NITTANに商号変更を行った。既存の事業にとらわれない無限の事業領域の可能性を目指すとともに、漢字からアルファベットにすることで、グローバルでの事業拡大も目指している。
2022年6月24日に起亜自動車出身の李太煥（東海大学大学院卒）が代表取締役に就任。
202410月2日に、メッキ処理の内製化・一貫生産を目的に株式会社恵那金属製作所を株式取得により100％子会社化。2025年1月1日より、同社の社名を株式会社NITTAN恵那金属へ変更。

## 本社・拠点
- 本社工場 - 神奈川県秦野市曽屋
- 東京本社 - 東京都新宿区西新宿
- 中部営業所 - 愛知県名古屋市西区
- 広島営業所 - 広島県広島市東区
- 堀山下工場 - 神奈川県秦野市堀山下
- 山陽工場 - 山口県山陽小野田市

## 関連会社

### 国内
- 有限会社秦和商事 - 神奈川県秦野市曽屋
- ニッタン・グローバル・テック株式会社 - 東京都新宿区西新宿
- 株式会社NITTAN恵那金属 - 岐阜県中津川市小川町

### 海外
- 広州日鍛汽車部件有限公司 - 中国広東省広州市
- 日照日鍛汽車部件有限公司 - 中国山東省日照市
- 日照柳成新和汽車部件有限公司- 中国山東省日照市
- 日照艾斯琵汽車部件有限公司 - 中国山東省日照市
- 台湾日鍛工業股份有限公司 - 台湾桃園市
- ニッタンインディアテックPvt. Ltd. - インドアーンドラ・プラデーシュ州
- PT.フェデラル ニッタンインダストリーズ - インドネシア
- ニッタンタイランドCo., Ltd. - タイチョンブリー県
- ニッタン･ユーロ･テック sp. z o.o. - ポーランドビェルスコ＝ビャワ
- ニッタンベトナムCo., Ltd. - ベトナムバクニン省
- U.S.エンジンバルブ - アメリカサウスカロライナ州(パートナーシップ)
- 新和精密株式会社 - 大韓民国慶尚北道亀尾市
- ケイエヌテック株式会社 - 大韓民国慶尚北道慶山市
- STP株式会社 - 大韓民国慶尚北道亀尾市
- 韓国日鍛株式会社 - 大韓民国ソウル特別市江南区
- 恵那金属(昆山)有限公司 - 中国江蘇省昆山市